# Enciso (Santander)
Pour les articles homonymes, voir Enciso.
Enciso est une municipalité colombienne située dans le département de Santander. Ce village a dans son majorité un climat tempéré. Il est situé à 173 km du Bucaramanga, la capitale du département et à 359 km de Bogotá, la capitale colombienne.

## Histoire
Ce village a été fondé par Juan de Enciso le 9 août 1773 .

## Économie
L'économie de la municipalité repose sur l'agriculture et l'élevage bovin. Les cultures de maïs, de haricots, de tabac et de melon sont les plus importantes.

## Enseignement

### Lycées
- Colegio José de Ferro
- Colegio Técnico Agroindustrial Peñacolorada

## Culture et patrimoine

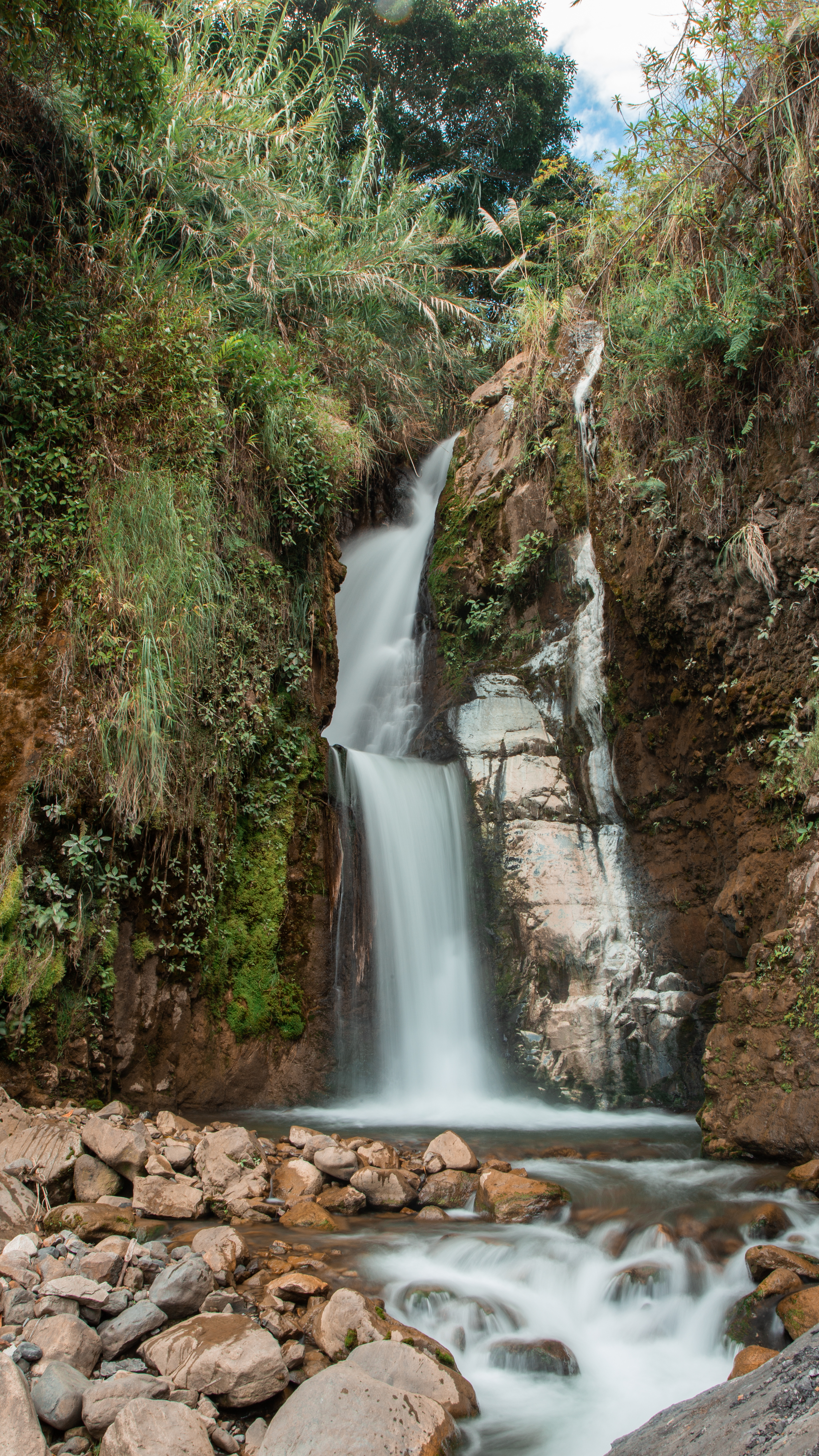
Cascade Chorrerón de l'indien, un des lieux touristiques de la ville.

Les endroits touristiques de la ville sont : la cascade chorrerón de l'indien, le musée Gerson Corzo et la lacune La Brígida.